# 上田丸子電鉄西丸子線
西丸子線（にしまるこせん）は、長野県小県郡塩田町の下之郷駅と同郡丸子町の西丸子駅（現在はいずれも上田市）を結んでいた、上田丸子電鉄の鉄道路線である。災害により1961年（昭和36年）6月に休止された後、1963年（昭和38年）11月1日に廃止された。
現在の上田電鉄別所線の下之郷駅を起点に南東へ進み、境界の二ッ木峠のトンネルと依田川の鉄橋を渡って丸子町の中心地の西、西丸子駅まで結んでいた。

## 路線データ
- 路線距離（営業キロ）：下之郷 - 西丸子間 8.6km
- 軌間：1,067mm
- 駅数：11
- 複線区間：なし（全線単線）
- 電化区間：全線電化（直流750V）

## 歴史
西丸子線は上田丸子電鉄の前身の一つ、上田温泉電軌によって開通した路線である。上田温泉電軌はもうひとつの前身、丸子鉄道と違って経営が苦しかった。丸子鉄道との競合上、上田市の中心部から丸子町の中心部を結ぶ路線を計画。同じく上田市の中心部から丸子町の中心部を結ぶ路線を計画していた丸子鉄道より先に軌道敷設申請をし認可を受け工事を開始したが、トンネル工事や鉄橋工事が続く難工事のため丸子鉄道に開業は先を越された。
近代化も一番遅れ、軌道から地方鉄道に変更となり依田窪線から西丸子線へと名称が変わってからも、青木線で使われていた木造四輪単車が使われ、パンタグラフ化・全線ボギー車化が遅れ、廃止直前にはまだ木造車体の電車が主流という有様だった。補修予算も組むことすらままならず、大雨が降れば運休になったという。1961年（昭和36年）6月25日の昭和36年梅雨前線豪雨によって二ツ木トンネルと依田川鉄橋が破損するなど、全線で被害が出たのをきっかけに休止。2年後の1963年（昭和38年）11月1日に全線廃止、バスに転換された。
- 1923年（大正12年）6月16日 - 上田温泉電軌に対し軌道特許状下付（小県郡塩田村-同郡丸子町間）[1]。同年中に下之郷 - 西丸子間の軌道敷設認可により着工。
- 1926年（大正15年）
  - 4月6日 - 軌道特許失効（小県郡丸子町大字上丸子内 指定ノ期限内ニ工事施工認可申請ヲ為ササルタメ）[2]。
  - 8月12日 - 依田窪線 下之郷 - 西丸子間開業[3]。
- 1939年（昭和14年）
  - 3月2日 - 軌道法による軌道から地方鉄道法による鉄道に変更（許可）[4]。
  - 8月30日 - 上田電鉄（初代）に社名変更。地方鉄道となり西丸子線と改称。
- 1943年（昭和18年）10月21日 - 上田電鉄と丸子鉄道が合併して上田丸子電鉄となる。これに伴い同社の西丸子線となる。
- 1953年（昭和28年） - 鈴子駅を東塩田駅に改称する。
- 1960年（昭和35年）6月1日 - 老朽化のためダイヤの半分近くをバスで運行する。
- 1961年（昭和36年）6月25日 - 梅雨前線豪雨により被害を受け、電車の運行を休止。
- 1963年（昭和38年）11月1日 - 全線廃止。

### 廃止後
代替バスとして西丸子線が上田バスによって運行されている。
西丸子駅はバスが河原町から丸子駅方面へ向かうよつに変更したため停留所は設けられていない。
鉄道時代の遺構は大半が圃場整備などで跡形もなくなったが一部は残されている。東塩田 - 富士山間の橋梁跡や馬場駅など一部遺構が残されている。

## 駅一覧
- 全駅長野県小県郡に所在。
- 接続路線、市町村名は廃止時点のもの。現在は全域が上田市。

| 駅名     | 営業キロ | 営業キロ | 接続路線             | 所在地 |
| 駅名     | 駅間     | 累計     | 接続路線             | 所在地 |
| -------- | -------- | -------- | -------------------- | ------ |
| 下之郷駅 | -        | 0.0      | 上田丸子電鉄：別所線 | 塩田町 |
| 宮前駅   | 0.4      | 0.4      |                      | 塩田町 |
| 石神駅   | 1.0      | 1.4      |                      | 塩田町 |
| 東塩田駅 | 0.5      | 1.9      |                      | 塩田町 |
| 富士山駅 | 0.7      | 2.6      |                      | 塩田町 |
| 馬場駅   | 0.4      | 3.0      |                      | 塩田町 |
| 依田駅   | 2.7      | 5.7      |                      | 丸子町 |
| 御岳堂駅 | 0.7      | 6.4      |                      | 丸子町 |
| 上組駅   | 0.2      | 6.8      |                      | 丸子町 |
| 川端駅   | 0.3      | 7.1      |                      | 丸子町 |
| 寿町駅   | 0.4      | 7.5      |                      | 丸子町 |
| 河原町駅 | 0.4      | 7.9      |                      | 丸子町 |
| 西丸子駅 | 0.7      | 8.6      |                      | 丸子町 |

## 車両
上田丸子電鉄の西丸子線となってから運用された車両は以下の通りである。詳細は各項目を参照。
- モハ1110形
- モハ3120形
- モハ3210形

## 未成区間
当線は上田温泉電気軌道の依田窪線として開業しているが、同社が描いていた構想によると西丸子駅から和田峠を越えて諏訪郡下諏訪町の下諏訪駅を結ぶ路線であったという。しかしトンネル工事と金融恐慌の影響から計画の段階で延伸を断念され、鉄道線廃止後バス路線となった西丸子線が大門峠ルートに変更し延伸を実現させた。その後、国鉄バス（現：ジェイアールバス関東）と競合することからワンマン運行に移行され、国鉄バスに路線を譲る形で廃止になってしまったのである。

## 備考

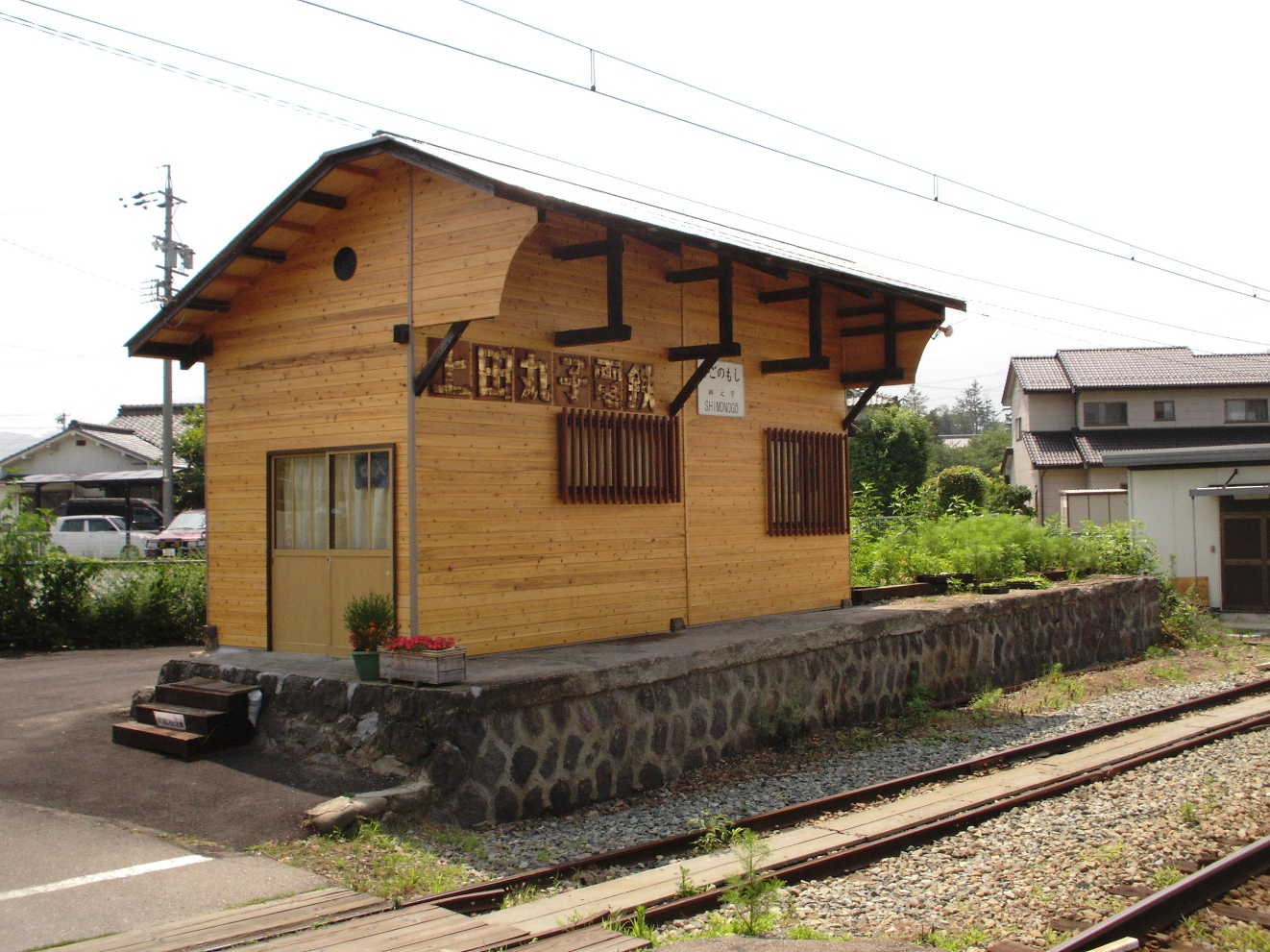
下之郷駅西丸子線ホーム跡（2007年撮影）

現在運行されている上電バスの西丸子線は、1960年（昭和35年）6月1日に運行開始された西丸子線の代替バスが起源となっている。したがって西丸子線はバスという形で継続されている。また西丸子線は廃止後ワンマン運転化されるまで、別所線（および真田傍陽線）と共通の車内補充券で乗ることができた。西丸子線の線路があった場所は道路となっている｡
下之郷駅には現在も西丸子線のホーム跡が残っている。駅舎は上田交通直営の鉄道資料館（イベント期間のみオープン）として2007年5月5日にリニューアルされた。